# Dhoti

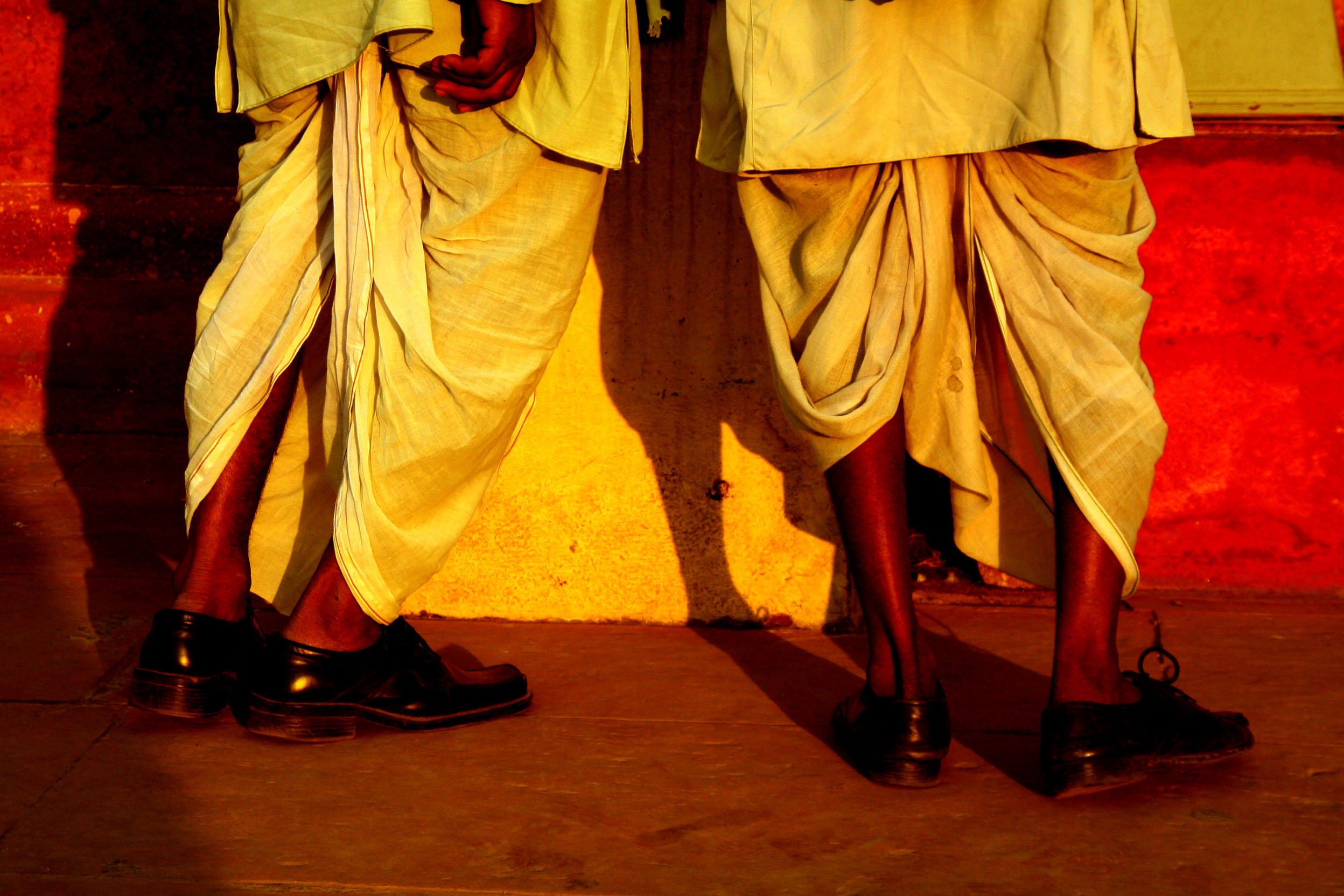
Twee mannen in dhoti

De dhoti is een kledingstuk voor hindoe mannen uit India. 
- Een Dothi is een witte lap stof die de mannen om hun taille knopen en die reikt tot aan de enkels. Soms wordt de stof door de benen omhoog getrokken en achter in de boord gestopt. De dhoti lijkt dan wel een beetje op een pofbroek.  Als de dhoti gekleurd is, noemt men het een longhi.

- Mahatma Gandhi droeg bij publieke optredens altijd een dhoti.
- Zie ook: Kleding in India